# Лакиза, Артемий Викторович

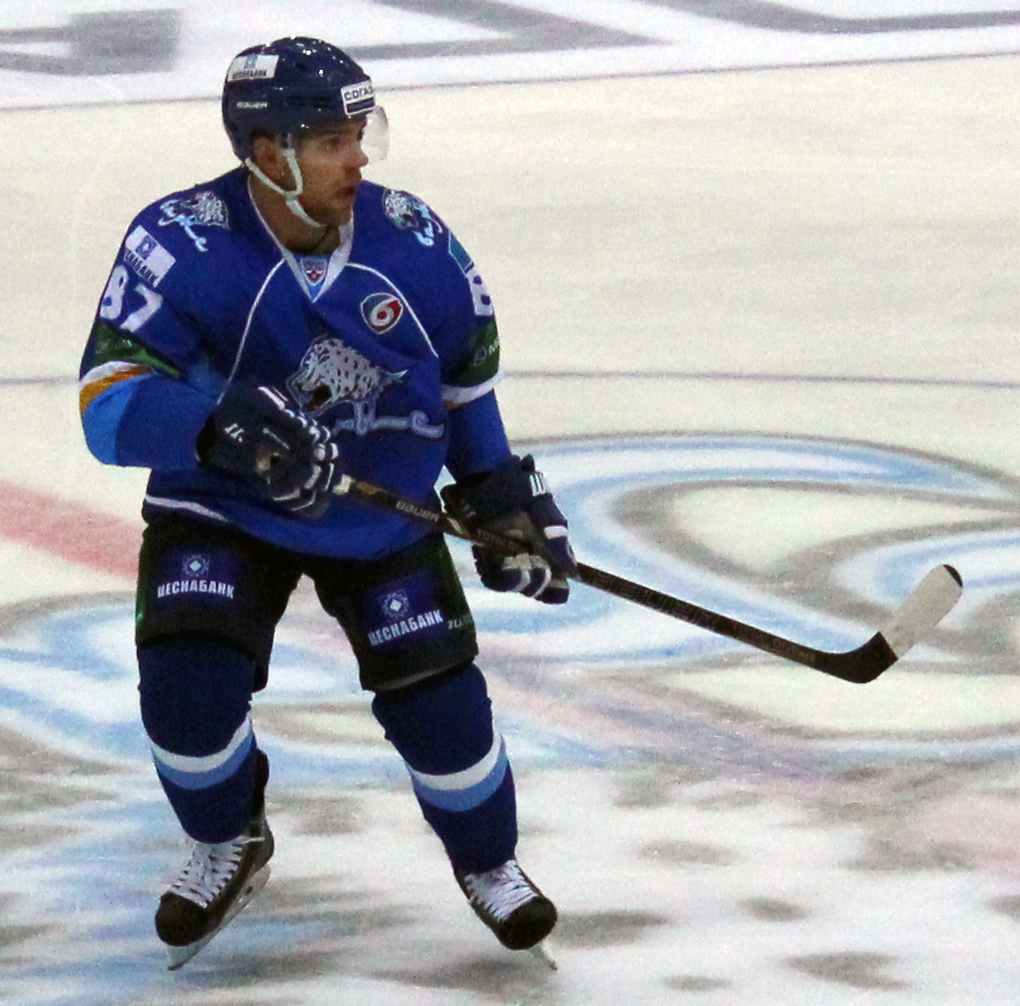
Лакиза на льду

Артемий Викторович Лакиза (2 июля 1987, Барнаул, СССР) — казахстанский хоккеист, защитник. Тренер, функционер.

## Биография
Артемий Лакиза начал свою профессиональную карьеру в 2004 году в составе хабаровского клуба Азиатской хоккейной лиги «Голден Амур», выступая до этого за фарм-клуб основной дальневосточной команды. Следующий сезон Артемий провёл в родном городе в составе «Мотора», где в 46 матчах он набрал 4 (1+3) очка.
Перед началом сезона 2006/07 Лакиза принял решение отправиться в Казахстан, где подписал контракт с клубом «Казахмыс», с которым в том году он стал серебряным призёром чемпионата страны.
Сразу после этого успеха на Лакизу вышло руководство астанинского «Барыса», с которым он и заключил соглашение. В своём дебютном сезоне в Астане Лакиза выступал в Высшей лиге, а уже в следующем сезоне вместе с командой дебютировал в КХЛ.
В составе сборной Казахстана Артемий Лакиза принимал участие в молодёжных чемпионатах мира в первом дивизионе 2006 и 2007 годов, на последнем из которых он вместе с командой завоевал право на повышение в классе. На взрослом уровне выступал на четырёх чемпионатах мира в первом дивизионе (2007, 2008, 2009, 2011). На этих турнирах на его счету 20 матчей и 5 (1+4) набранных очков.

### Достижения
- Лучший защитник молодёжного чемпионата мира в первом дивизионе 2007.
- Серебряный призёр чемпионата Казахстана (2): 2007, 2011.